# Фальян, Артём Григорьевич
Артём Григо́рьевич Фалья́н (27 декабря 1919, Баку — 24 сентября 1977, Ленинград) — советский футболист и тренер. Заслуженный тренер СССР (1967).

## Биография
Родился в Баку, армянин по национальности. В 13 лет играл в юношеской команде, а через пять лет — в основном составе «Динамо» Баку. В 1946 году в составе группы бакинских футболистов Фальян был приглашен в состав ереванского «Спартака», но, сыграв несколько матчей, через три месяца вернулся в Баку. Карьеру футболиста закончил в 1949 год, проведя в составе «Нефтяника» в том сезоне 23 матча.

## Тренерская деятельность
С 1950 год работал тренером. В 1950—1954 годах — тренером детей в школе «Динамо» (Баку), в период 1956—1959 годов — ОДО (Баку), С 1960 года по март 1964 года — старший тренер школы подготовки юных футболистов «Нефтяника» (Баку). В 1961 «Нефтяник» под руководством Фальяна стал 2-м во Всесоюзных юношеских состязаниях, а в 1962 — третьим.
Самостоятельно начал работать в Новороссийске, в команде класса «Б», куда приехал вместе с Арсеном Найденовым, начавшим работу у Фальяна в качестве ассистента. Затем дуэт Фальян — Найденов работал вместе во Фрунзе. В общей сложности Фальян провел в высшей лиге СССР как главный тренер (тогда — старший) 8 сезонов. высшее достижение — 8-е место (1967).
С апреля 1964-го Фальян — главный тренер «Цемента» (Новороссийск). 1965—1967 — главный тренер «Арарата» (Ереван), 1968 — по июнь 1970 — главный тренер «Зенита» (Ленинград). С июля 1970 по июль 1971 — в «Шахтере» (Донецк), 1972 — «Алга» (Фрунзе), 1973—74 — «Кайрат» (Алма-Ата), 1977 — «Амударья» (Нукус).
«Арарат» под руководством Фальяна вышел в высшую лигу чемпионата СССР (1965), занял 8-е место в 1967-м году. «Зенит» был 9-м (1969), «Шахтёр» — 10-м (1970), «Кайрат» — 9-м (1973) и покинул высшую лигу в 1974-м.
Скоропостижно скончался 24 сентября 1977 года в Ленинграде, похоронен на Большеохтинском кладбище.